# Kendji Girac
Kendji Girac, właśc. Kendji Jason Maillé (ur. 3 lipca 1996 w Périgueux) – francuski piosenkarz urodzony w rodzinie katalońskich Romów.
Zwycięzca trzeciej edycji programu The Voice: la plus belle voix (2014). Laureat Europejskiej Nagrody Muzycznej MTV dla najlepszego francuskiego wykonawcy (2019).

## Kariera muzyczna
Zimą 2013 wziął udział w trzeciej edycji francuskiej wersji programu The Voice. Wykonaniem piosenki Maître Gimsa „Bella” zdobył uznanie Miki i ostatecznie dołączył do prowadzonej przez niego drużyny. Pomyślnie przeszedł przez kolejne rundy konkursu i zakwalifikował się do odcinków na żywo. Dotarł do finału programu, w którym zwyciężył 10 maja 2014, zdobywszy największe poparcie telewidzów w głosowaniu telefonicznym.
W 2014 wydał debiutancki singiel, „Color Gitano”, z którym dotarł do 11. miejsca francuskiej listy przebojów. Piosenką zapowiadał debiutancki album studyjny pt. Kendji, który wydał 9 sierpnia. Zadebiutował z nim na szczycie listy najczęściej kupowanych płyt we Francji, dotarł także do pierwszego miejsca w Belgii. Na drugi singiel z albumu wybrał „Andalouse”, z którym dotarł m.in. do trzeciego miejsca listy przebojów we Francji i Belgii oraz do 10. miejsca w Polsce. Pozostałymi singlami z albumu były: „Elle m’a aimé”, „Cool” i „Je m’abandonne”. W listopadzie jego interpretacja piosenki „La bohème” znalazła się na składance pt. Aznavour, sa jeunesse, nagranej w hołdzie Charlesowi Aznavourowi.
W 2015 wydał reedycję albumu Kendji, wzbogaconą o pięć premierowych utworów, w tym singiel „Conmigo” i utwór „One Last Time (Attends-Moi)”, który nagrał w duecie z Arianą Grande. 30 października wydał drugi album studyjny pt. Ensemble, który promował singlem „Me quemo”.
31 sierpnia 2018 wydał trzeci album studyjny pt. Amigo.

## Charakterystyka muzyczna i inspiracje
Twórczość Giraca oparta jest głównie na inspirowanych językiem hiszpańskim utworach z pogranicza muzyki cygańskiej (m.in. flamenco) oraz muzyki pop.

## Dyskografia

### Albumy studyjne
| Rok  | Informacje                                                                   | Najwyższe pozycje na listach | Najwyższe pozycje na listach | Najwyższe pozycje na listach |
| Rok  | Informacje                                                                   | FRA                          | BEL (Wa)                     | SWI                          |
| ---- | ---------------------------------------------------------------------------- | ---------------------------- | ---------------------------- | ---------------------------- |
| 2014 | Kendji - wydany: 9 sierpnia 2014 - format: CD, digital download              | 1                            | 1                            | 22                           |
| 2015 | Ensemble - wydany: 30 października 2015 - format: CD, digital download       | 1                            | 1                            | 1                            |
| 2018 | Amigo - wydany: 31 sierpnia 2018 - format: CD, digital download              | 1                            | 1                            | 7                            |
| 2020 | Mi Vida - wydany: 9 października 2020 - format: CD, digital download, LP     | 2                            | 1                            | 5                            |
| 2022 | L'école de la vie - wydany: 11 listopada 2022 - format: digital download, LP | 1                            | 3                            | 11                           |
| 2024 | Vivre... - wydany: 4 października 2024 - format: digital download, LP        | 3                            | 3                            | 14                           |

#### Minialbumy (EP)
| Rok  | Tytuł        | Pozycja |
| Rok  | Tytuł        | FRA     |
| ---- | ------------ | ------- |
| 2014 | Kendji Girac | 44      |

#### Single
| Rok  | Singel         | Pozycje na listach | Pozycje na listach | Album    |
| Rok  | Singel         | FRA                | BEL (Wa)           | Album    |
| ---- | -------------- | ------------------ | ------------------ | -------- |
| 2014 | "Color Gitano" | 11                 | 27                 | Kendji   |
| 2014 | "Andalouse"    | 4                  | 9                  | Kendji   |
| 2015 | "Me quemo"     | 7                  | 32                 | Ensemble |

#### Inne notowane utwory
| Rok  | Utwór             | Pozycja | Album    |
| Rok  | Utwór             | FRA     | Album    |
| ---- | ----------------- | ------- | -------- |
| 2014 | "Cool"            | 20      | Kendji   |
| 2014 | "Elle m'a aimé"   | 22      | Kendji   |
| 2014 | "Je m'abandonne"  | 25      | Kendji   |
| 2014 | "Mi amor"         | 118     | Kendji   |
| 2014 | "Avec toi"        | 179     | Kendji   |
| 2014 | "Baïla amigo"     | 187     | Kendji   |
| 2014 | "Mon univers"     | 192     | Kendji   |
| 2015 | "Tu y Yo"         | –       | Ensemble |
| 2015 | "No me mires mas" | –       | Ensemble |